# ميخائيل كوريغان
ميخائيل كوريغان (بالإنجليزية: Michael Corrigan)‏ هو كاهن كاثوليكي أمريكي، ولد في 13 أغسطس 1839 في نيويورك في الولايات المتحدة، وتوفي بنفس المكان في 5 مايو 1902.